# Вільям Нюландер
Вільям Нюландер (швед. William Nylander; 1 травня 1996, м. Калгарі, Канада) — шведський хокеїст, центральний нападник. Виступає за «Торонто Мейпл Ліфс» в Національній хокейній лізі.
Вихованець хокейної школи «Чикаго Мішн». Виступав за ХК «Седертельє», МОДО, «Регле», «Торонто Марліс».
В чемпіонатах Швеції — 43 матчі (9+18), у плей-оф — 2 матчі (0+0).
У складі молодіжної збірної Швеції учасник чемпіонату світу 2015. У складі юніорської збірної Швеції учасник чемпіонатів світу 2013 і 2014.
Батько: Мікаель Нюландер, рідний брат Александер Нюландер.
Нагороди
- Найкращий бомбардир юніорського чемпіонату світу (2014) — 16 очок (6+10)
- Найкращий нападник юніорського чемпіонату світу (2014)
- Чемпіон світу в складі національної збірної Швеції 2017.